# سرخیو مارکی (بازیکن فوتبال)
سرخیو مارکی (انگلیسی: Sergio Marchi; ۲۲ مهٔ ۱۹۲۰ – ۱۶ دسامبر ۱۹۷۹) بازیکن فوتبال اهل ایتالیا بود.
از باشگاه‌هایی که در آن بازی کرده‌است می‌توان به باشگاه فوتبال اینتر میلان، باشگاه فوتبال کالیاری، باشگاه فوتبال پیزا، باشگاه فوتبال جنوآ، و باشگاه فوتبال آ.ث. میلان اشاره کرد.
وی همچنین در تیم ملی فوتبال ایتالیا بازی کرده‌است.